# Polnische Landstreitkräfte
Die Polnischen Landstreitkräfte (poln.: Wojska Lądowe) sind eine Teilstreitkraft der Polnischen Streitkräfte.

## Aktuelle Gliederung
Die höchste Militärbehörde der polnischen Streitkräfte ist der Generalstab der Polnischen Armee (Sztab Generalny Wojska Polskiego (SG WP)) in Warschau. Dem Generalstab unterstehen zwei eigenständige Kommandos. Das Allgemeine Kommando der Polnischen Streitkräfte (Dowództwo Generalne Rodzajów Sił Zbrojnych (DG RSZ)) ist mit der Bereitschaft der Kräfte beauftragt. Das Inspektorat des Heeres untersteht dieser Behörde. Das Einsatzführungskommando der Polnischen Streitkräfte (Dowództwo Operacyjne Rodzajów Sił Zbrojnych (DO RSZ)) ist für die Militäroperationen zuständig, diesem untersteht das Zentrum für Landoperationen.
Ministerium der Nationalen Verteidigung (Ministerstwa Obrony Narodowej (MON)) (Warschau)
- Generalstab der Polnischen Armee (Sztab Generalny Wojska Polskiego (SG WP)) (Warschau)
  - Allgemeines Kommando der Polnischen Streitkräfte (Dowództwo Generalne Rodzajów Sił Zbrojnych (DG RSZ))[2]
    - Inspektorat des Heeres (Inspektorat Wojsk Lądowych)

  - Einsatzführungskommando der Polnischen Streitkräfte (Dowództwo Operacyjne Rodzajów Sił Zbrojnych (DO RSZ))[3]
    - Zentrum für Landoperationen – Kommando der Landkomponente „Waffengeneral Władysław Anders“ (Centrum Operacji Lądowych – Dowództwo Komponentu Lądowego im. gen. broni Władysława Andersa (COL – DKL)) (Kraków)

Die Verbände des Heeres sind dem Allgemeinen Kommando der Polnischen Streitkräfte unterstellt. Nach Bedarf werden Einheiten von denen dem Einsatzführungskommando der Polnischen Streitkräfte unterstellt und in der Landkomponente für Operationen integriert.
Das Polnische Heer ist in sieben Truppengattungen verteilt:
- Panzer- und Mechanisierte Truppen (Wojska Pancerne i Zmechanizowane) – enthalten die Panzer-, Mechanisierte und die Gebirgsjägereinheiten.
- Luftmobile Truppen (Wojska Aeromobilne) – enthalten die Fallschirmjäger-, Luftkavallerie (beide luftmobile Infanterie und Transporthubschrauber) und die Kampfhubschraubereinheiten.
- Raketen- und Artillerietruppen (Wojska Rakietowe i Artylerii) – enthalten die Feldartillerie- und die Mehrfachraketenwerfereinheiten
- Heeresflugabwehrtruppen (Wojska Obrony Przeciwlotniczej) – enthalten beide Lenkflugkörper- und Fliegerabwehrkanoneneinheiten.
- Genietruppen (Wojska Inżynieryjne) – enthalten beide Kampfpionier- und Bauingenieureinheiten
- ABC-Abwehrtruppen (Wojska Chemiczne) – in zwei Regimentern organisiert
- Aufklärungs- und EloKa-truppen (Wojska Rozpoznania i Walki Elektronicznej) – enthalten beide mechanisierte Gefechtsfeldaufklärungseinheiten und Einheiten Elektronischer Kampfführung

Dazu kommen noch Einheiten und Einrichtungen, die teilstreitkraftübergreifenden Waffengattungen und Diensten gehören, aber auf der taktischen Ebene in den Heeresverbänden integriert sind:
- Verbindungs- und Informatiktruppen (Wojska Łączności i Informatyki) – organisatorisch im Inspektorat für Informationssysteme (Inspektorat Systemów Informacyjnych (ISI)).
- Einheiten Logistischer Unterstützung (Jednostki wsparcia logistycznego) – organisatorisch im Unterstützungsinspektorat der Streitkräfte (Inspektorat Wsparcia Sił Zbrojnych (IWsp SZ)), etwa der deutschen Streitkräftebasis entsprechend.
- Militärsanitätsdienst (Wojskowa Służba Zdrowia) – dem Militärinspektorat des Sanitätsdienstes (Inspektorat Wojskowej Służby Zdrowia (IWSZ)) unterstellt.
- Ausbildungseinrichtungen (Ośrodki Szkolenia) – organisatorisch im Verteidigungsministerium.
- Kommando der Warschauer Garnison (Dowództwo Garnizonu Warszawa (DGW)) – die Mehrheit der Angehörigen der Warschauer Garnison sind Heeresuniformträger (Garde-, Sicherungseinheiten usw.), die Struktur ist jeweils dem Verteidigungsministerium direkt unterstellt.

Die neuaufgestellte Territorialverteidigungstruppe (Wojska Obrony Terytorialnej (WOT)) ist eine Reserveheereskomponente mit eigenem Kommando und ist damit nicht ein Teil des Heeres.

### Divisionen
- 11 Lebuser Panzerdivision „König Johann III. Sobieski“ in Żagań
  - 10 Panzerbrigade „Waffengeneral Stanisław Maczek“ in Świętoszów
  - 17 Großpolnische Mechanisierte Brigade „Waffengeneral Józef Dowbor-Muśnicki“ in Międzyrzecz
  - 34 Panzerbrigade „Großhetman Jan Zamoyski“ in Żagań
  - 4 Grünberger Flugabwehrregiment „Divisionsgeneral Stefan Rowecki“ in Czerwieńsk
  - 23 Schlesische Artillerieregiment in Bolesławiec
  - 11 Führungsbataillon „Waffengeneral Zygmunt Sadowski“ in Żagań
- 12 Stettiner Mechanisierte Division „König Bolesław III. Schiefmund“ in Stettin
  - 2 Mechanisierte Brigade der „Legionen von Marschall Józef Piłsudski“ in Złocieniec
  - 7 Pommersche Küstenverteidigungsbrigade „Brigadegeneral Stanisław Grzmot-Skotnicki“ in Słupsk
  - 12 Mechanisierte Brigade „Waffengeneral Józef Haller“ in Szczecin
  - 5 Lebuser Artillerieregiment in Sulechów
  - 8 Kösliner Flugabwehrregiment in Koszalin
  - 12 Führungsbataillon „Podolsker Ulanen“ in Szczecin
- 16 Pommersche Mechanisierte Division „König Kasimir IV. Jagiełło“ in Elbląg
  - 9 Braunsberger Panzerbrigade „König Stephan Báthory“ in Braniewo
  - 15 Lötzener Mechanisierte Brigade „Zawisza Czarny“ in Giżycko
  - 20 Bartensteiner Mechanisierte Brigade „Feldhetman von Litauen Wincenty Gosiewski“ in Bartoszyce
  - 11 Masurische Artillerieregiment „General Józef Bem“ in Węgorzewo
  - 15 Goldaper Flugabwehrregiment in Gołdap
  - 16 Führungsbataillon „Elbinger Land“ in Elbląg
- 18 Mechanisierte Division in Siedlce
  - 1 Warschauer Panzerbrigade „Tadeusz Kościuszko“ in Warschau-Wesoła
  - 21 Podhale-Schützen-Brigade „Brigadegeneral Mieczysław Boruta-Spiechowicz“ in Rzeszów
  - 18 Führungsbataillon in Siedlce

### Selbständige Brigaden und Regimenter
- 1 Heeresfliegerbrigade in Inowrocław mit der 49. Luftbasis in Pruszcz Gdański und der 56. Luftbasis in Inowroclaw
- 1 Brieger Pionierregiment in Brzeg
- 2 Masowische Pionierregiment in Kazuń Nowy
- 6 Luftlandebrigade „Brigadegeneral Stanisław Franciszek Sosabowski“ in Krakau
- 25 Luftbewegliche-Kavallerie Brigade „Fürst Józef Poniatowski“ mit Regimentern ("Luftdivisionen") in Leźnica Wielka und Tomaszów Mazowiecki

Gliederung des Polnischen Heeres im Jahr 2023 (zum Vergrößern anklicken)

sowie weitere Einheiten.

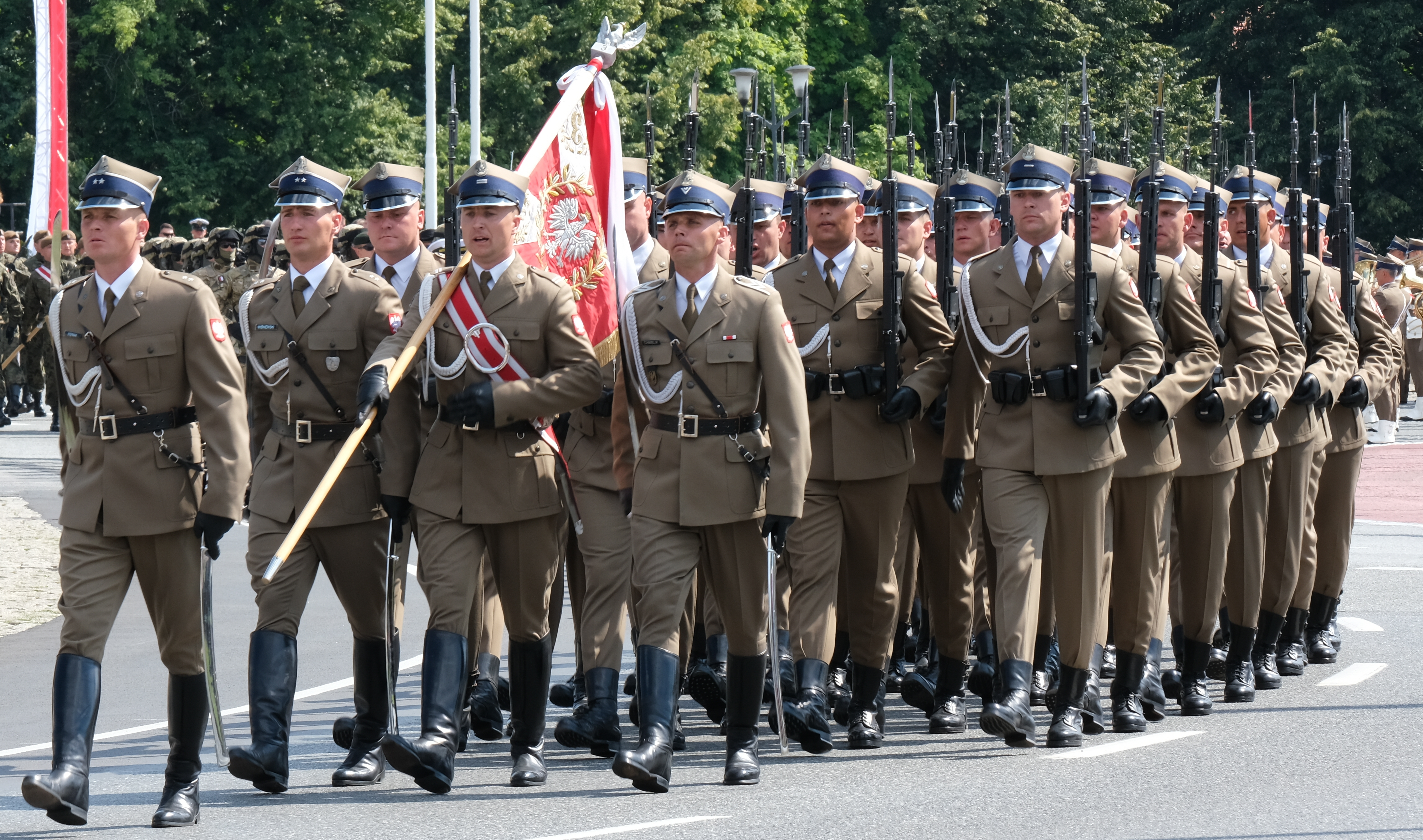
Fahnenabordnung und Ehrenzug der Landstreitkräfte
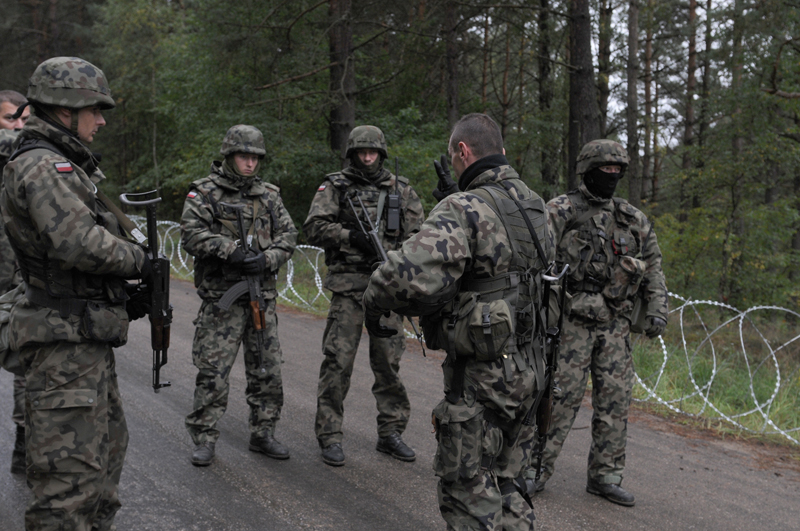
Soldaten der Wojska Lądowe
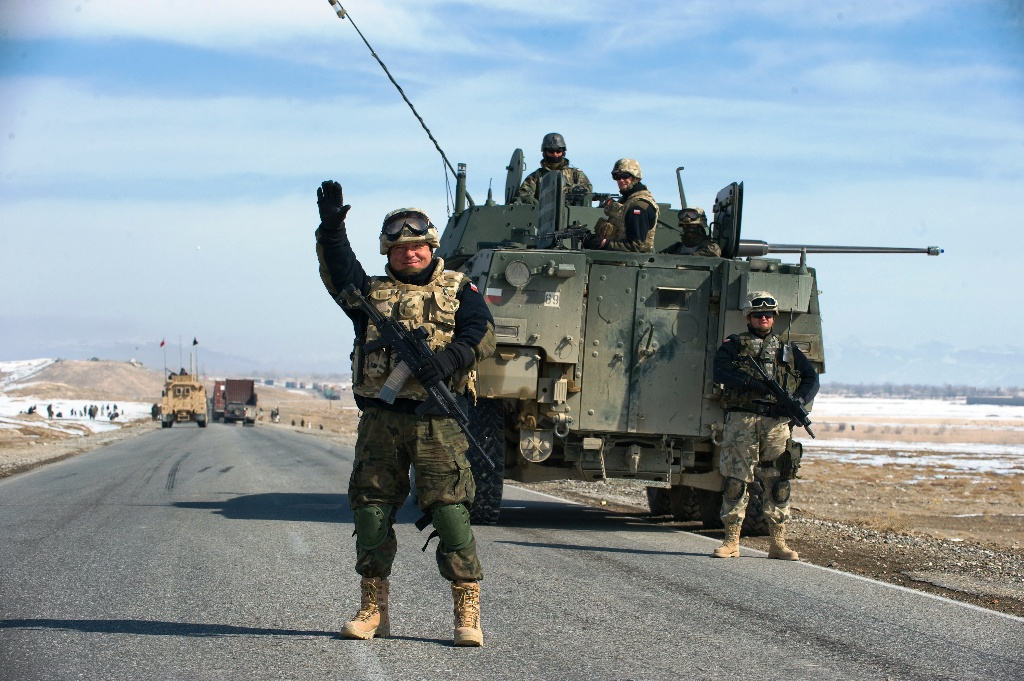
Polnische Soldaten im ISAF-Einsatz in Afghanistan
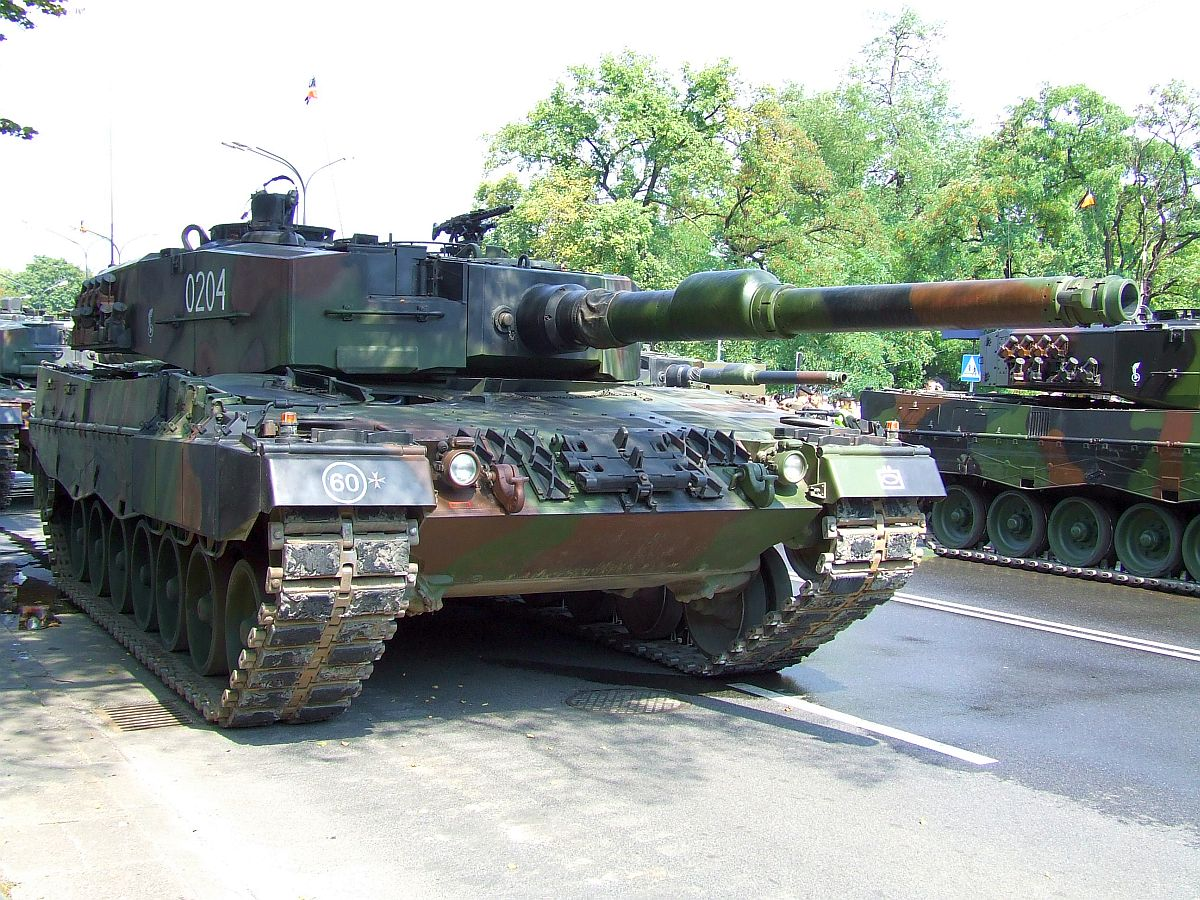
Polnischer Leopard 2A4
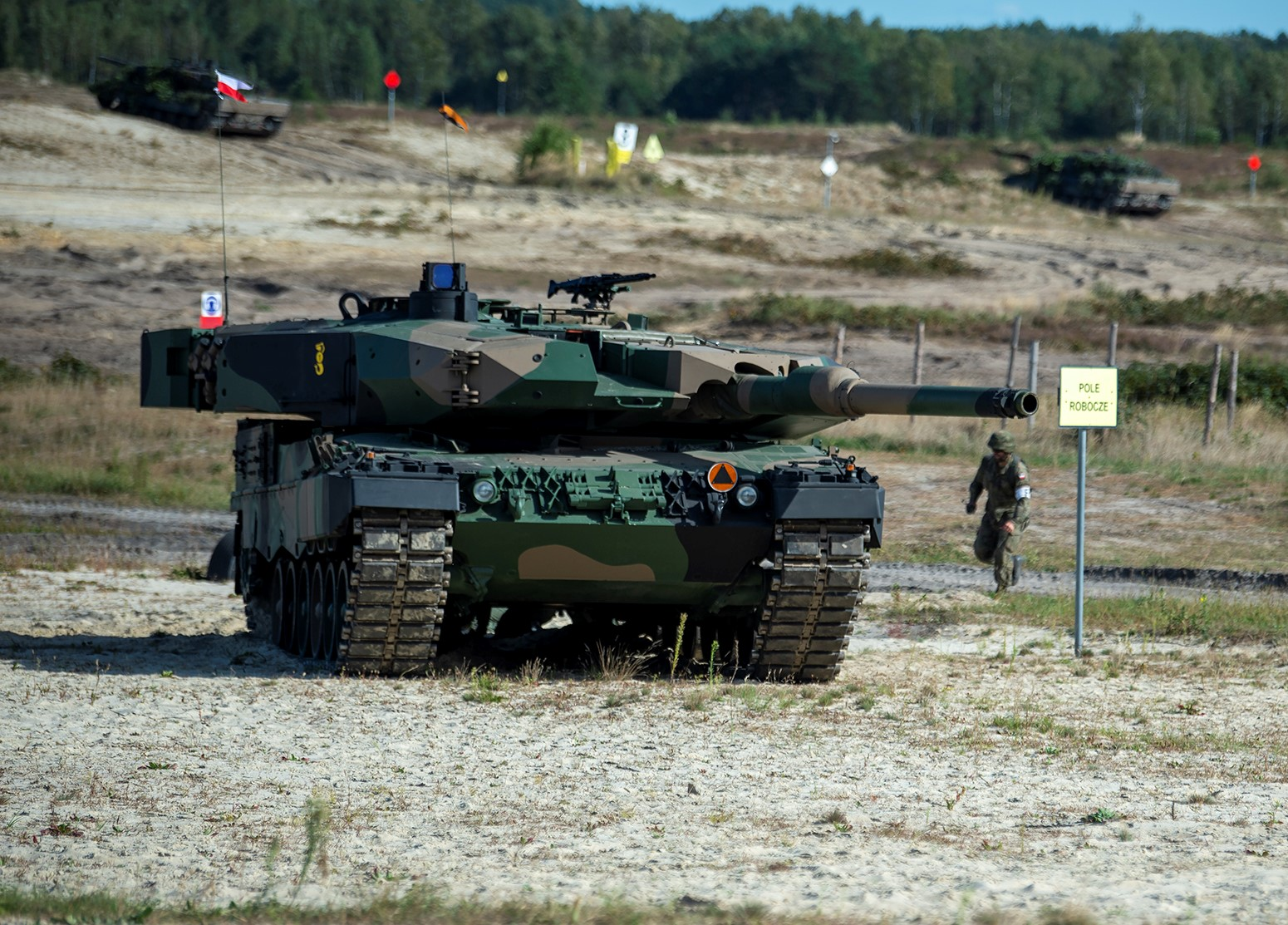
Polnischer Leopard 2PL
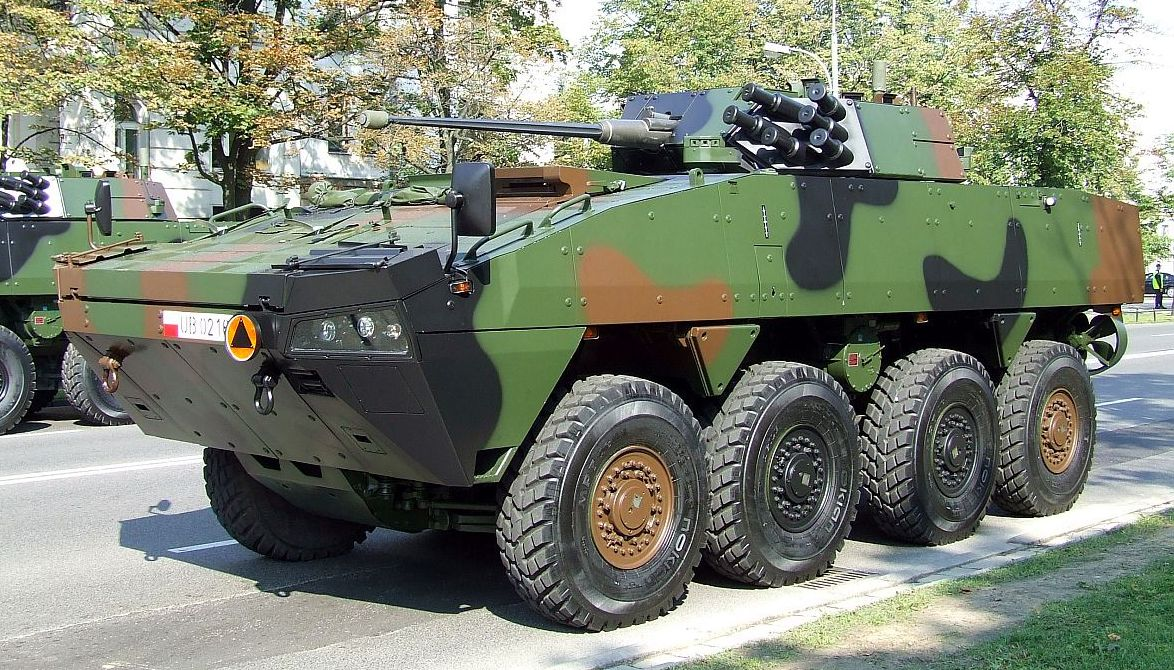
Polnischer KTO Rosomak
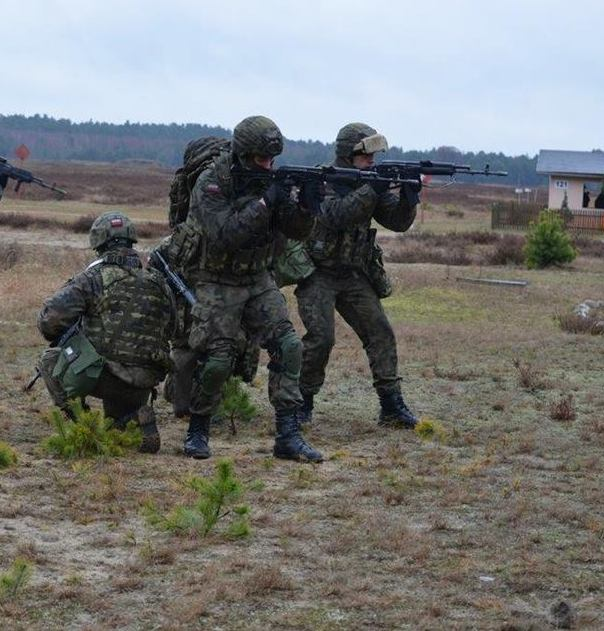
25 BKPow Soldaten
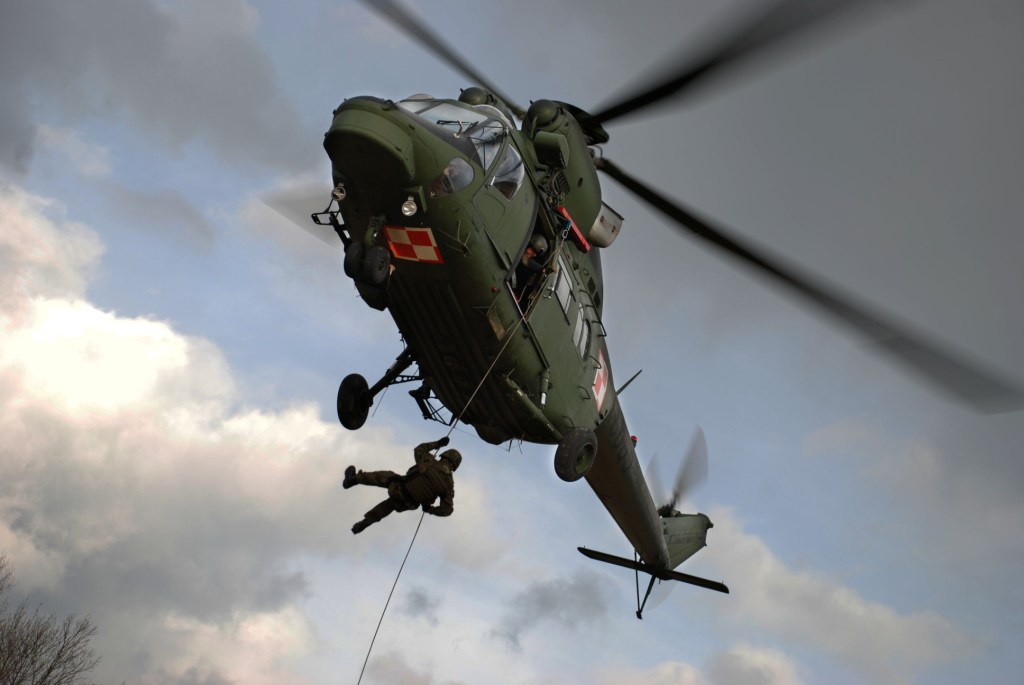
PZL W-3WA Sokół
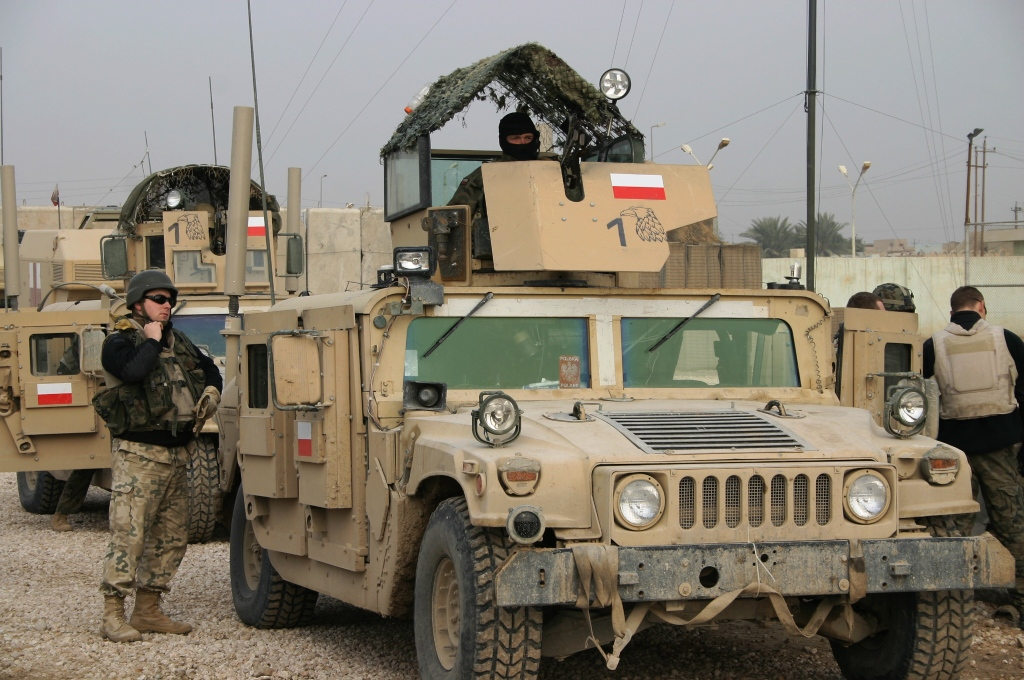
Polnische Soldaten im Irakkrieg
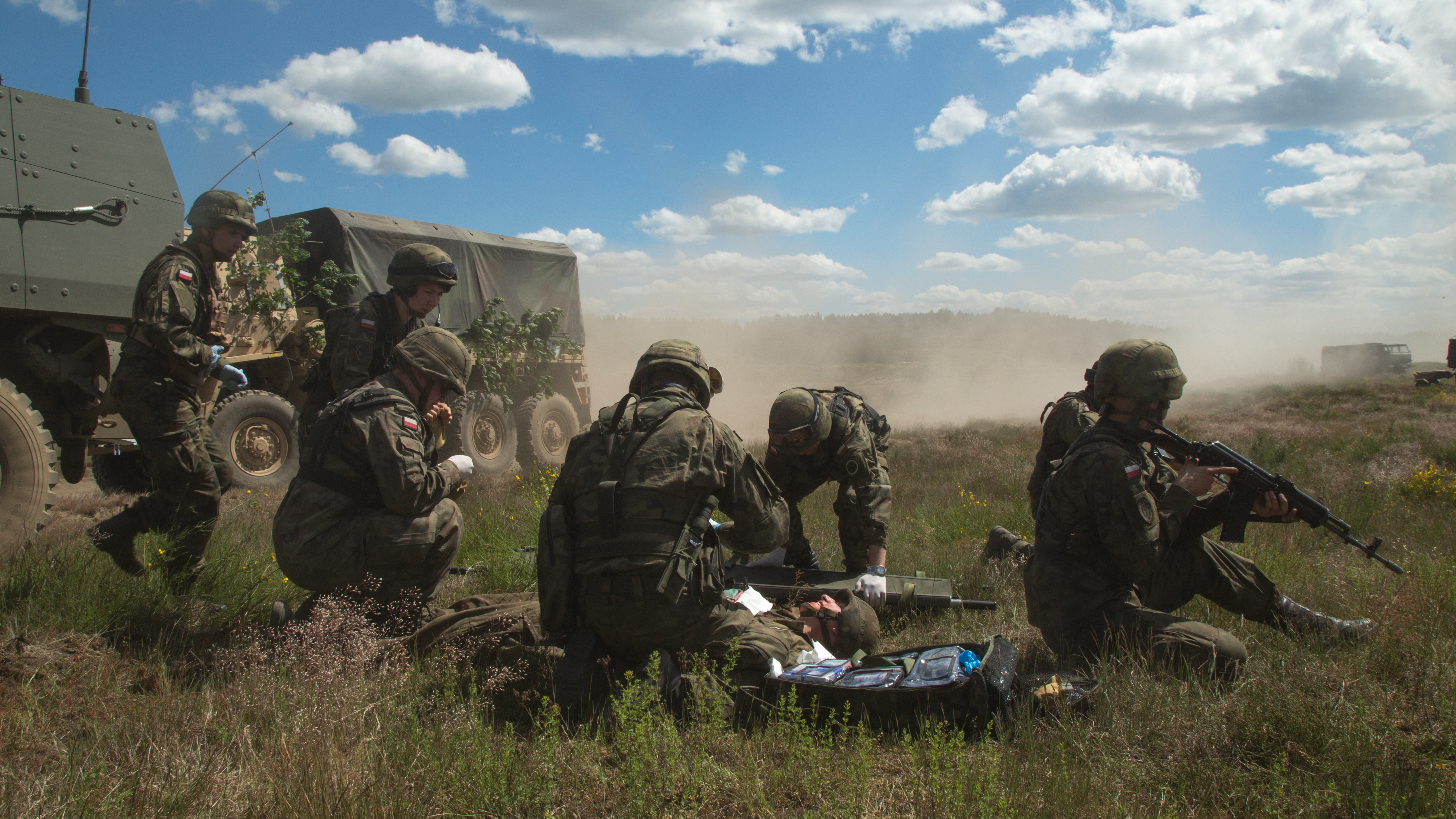
Polnische Soldaten im Manöver ANAKONDA-16

## Ausrüstung

### Fahrzeuge
| Landfahrzeuge               | Landfahrzeuge | Landfahrzeuge                                                         | Landfahrzeuge | Landfahrzeuge | Landfahrzeuge        |
| Bezeichnung                 | Bild          | Version                                                               | Anzahl        | Anmerkungen | Nachweise            |
| Kampfpanzer                 | Kampfpanzer   | Kampfpanzer                                                           | Kampfpanzer   | Kampfpanzer | Kampfpanzer          |
| --------------------------- | ------------- | --------------------------------------------------------------------- | ------------- | --- | -------------------- |
| Leopard 2                   |               | 2A5 2PL 2NJ                                                           | 105 142 2     | Leopard 2PL – Kampfwertsteigerung von Leopard 2A4 aus Altbestand. Alle A4 Einheiten sollen modernisiert werden. Leopard 2NJ – Fahrschulpanzer | [ 5 ] [ 6 ] [ 7 ]    |
| PT-91 Twardy                |               | 91 91A 91MA1                                                          | 230           | Nach dem russischen Überfall wurden 60 PT-91 an die ukrainischen Streitkräfte verschenkt. | [ 8 ] [ 9 ]          |
| T-72                        |               | T-72M1 T-72M1R                                                        | ~`80          | Im Jahr 2019 wurde ein Vertrag über die Kampfwertsteigerung von 230 Panzern in den Jahren 2019 bis 2025 in Höhe von 1,749 Mrd. PLN unterzeichnet. Optional sah der Vertrag die Kampfwertsteigerung von weiteren 88 Fahrzeugen vor (insgesamt 318). Die modifizierten Fahrzeuge sind als T-72M1R bezeichnet. Im Frühjahr 2022 wurde eine Lieferung von 300 T-72 an die Ukraine durchgeführt, um die Ukraine in ihrer Verteidigung gegen den Angriffskrieg durch Russland zu unterstützen. Diese Abgabe der T-72 sollte durch Deutschland in Form eines Ringtausches kompensiert werden, bei dem Deutschland ankündigte Panzer aus deutscher Fertigung zu finanzieren und zu liefern. Deutschland versuchte 14 Leopard 2 Kampfpanzer einer älteren Version als Kompensation für die ~300 T-72 abzugeben, was jedoch zu Widerspruch von polnischer Seite führte. Im Endeffekt führte der Streit dazu, dass Polen zusätzlich zu den 300 T-72 14 ältere Leopard 2 Kampfpanzer aus eigenen Beständen an die Ukraine verschenkte, was symbolisch die Inkompetenz der Deutschen Außenpolitik darstellen sollte. | [ 10 ] [ 6 ]         |
| K2 Black Panther            |               | K2 K2PL                                                               | ~80/180       | 180 Exemplare geplant, die ab 2022 geliefert werden sollen. Weiterhin sollen ab 2026 800 Panzer einer neuen, speziell für Polen, entworfenen Version folgen. Die Ersten 10 Einheiten wurden am 6. Dezember 2022 geliefert. | [ 11 ] [ 12 ]        |
| M1 Abrams                   |               | M1A1 FEP M1A2 SEPv2 M1A2 SEPv3                                        | 116 28 48/250 | 116 M1A1 Panzer als Reaktion auf den Krieg in der Ukraine bestellt. Lieferung 2022–2023. Es wurden zusätzlich 250 M1A2 Panzer der neuesten Generation bestellt, welche ab 2025 ausgeliefert werden sollten. Die USA haben es jedoch geschafft die Lieferung zu beschleunigen. Im November 2024 trafen die ersten 48 ein. 28 M1A2 SEPv2 Panzer sind zu Trainingszwecken am 19. Juli 2022 eingetroffen. | [ 13 ] [ 14 ]        |
| Schützenpanzer              |               |                                                                       |               | |                      |
| KTO Rosomak                 |               | Rosomak Rosomak-S Rosomak-M3 Rosomak-NJ Rosomak (Base) Rosomak-WEM    | 834           | Rosomak: Infanterie-Radpanzer mit HITFIST-30P Turm Rosomak-S: Eine Version für ein Team mit zwei Spike ATGM-Trägern. Rosomak-M3: Version mit offenem Turm OSS-D mit Granatwerfer MK-19 (40mm) oder Schwerem Maschinengewehr NSW/WKM-B (12,7 mm) Rosomak-NJ: Fahrschulpanzer Base Rosomak: Basisversion ohne Waffen. Rosomak-WEM: Sanitätspanzer Im Rahmen der in den Jahren 2003 und 2013 geschlossenen Verträge (einschließlich Anhänge) wurden insgesamt 868 Fahrzeuge in verschiedenen Ausführungen bestellt. |                      |
| BMP-1                       |               | BWP-1 BWP-D                                                           | 1252          | soll sukzessiv durch BWP Borsuk ersetzt werden |                      |
| BWP Borsuk                  |               |                                                                       | 8/1300        | 2023 über 1300 Einheiten bestellt |                      |
| Aufklärungsfahrzeug         |               |                                                                       |               | |                      |
| BWR-1                       |               | BWR-1D BWR-1S                                                         | 22 16         | Erbaut auf Basis des BWP-1. Im Jahr 2017 wurde ein Vertrag über die Modernisierung mit der Änderung von 3 BWR-1D und 2 BWR-1D unterzeichnet. Verbesserungen wie: digitales externes Kommunikationssystem, IKT-System mit digitalem internem Kommunikationssystem der WB Group, omnidirektionales Beobachtungssystem auf Basis eines multifunktionalen Thermovisionsfernglases JIM LR, integrierter optoelektronischer Kopf ZIG-T-2R, Schlachtfeld-Aufklärungsradar SR HAWK (V) 2E mit der Möglichkeit, Artillerieexplosionen und neue Navigations- und Positionierungssysteme zu lokalisieren: Trägheits-TALIN 5000 und Satelliten-GPS mit einem DAGR-Empfänger. Die Fahrzeuge wurden 2019 ausgeliefert. |                      |
| BRDM-2                      |               | BRDM-2 BRDM – 2A BRDM – 2B/2BF BRDM-2 M96/M97 BRDM-2M-98 BRDM-2M-96ik | 237           | | [ 15 ] [ 16 ]        |
| HUMVEE                      |               | Tumak-2 Tumak-3                                                       | 320           | M1043A2 HMMWV. Polnische Bezeichnung Tumak-2. M1025A2 HMMWV. Polnische Bezeichnung Tumak-3. | [ 17 ]               |
| Skorpion-3                  |               |                                                                       | 90            | |                      |
| Kommandofahrzeuge           |               |                                                                       |               | |                      |
| Rosomak WD                  |               | WD                                                                    | 9             | | [ 18 ]               |
| Rosomak AWD                 |               | AWD                                                                   | 32/60         | KMO Kommandowagen. 4 Artikel sind in 1 KMO Rak enthalten. | [ 19 ]               |
| Lekkie Podwozie Gąsienicowe |               | WD WDSz                                                               | 21/45 5/10    | Auf DMO Regina Fahrgestell (AHS Krab). Es gibt 2 WDSz und 9 WD für 1 DMO | [ 20 ]               |
| ZWDSz                       |               | ZWDSz-1 ZWDSz-2                                                       |               | |                      |
| ADK-11                      |               |                                                                       |               | Findet u. a. Verwendung als Fahrgestell für das Topaz Artillerie Feuerleitsystem. |                      |
| HUMVEE                      |               | Tumak-6                                                               | 9             | HMMWV in Version M1097A2. Polnische Bezeichnung Tumak-6. |                      |
| Bergepanzer                 |               |                                                                       |               | |                      |
| WZT-3                       |               | WZT-3M                                                                | 29            | Entwickelt für die Bergung von T-72-Panzern. Es wird auch zur Sicherung von Reparaturen an PT-91- und Leopard 2-Panzern verwendet |                      |
| WZT-2                       |               |                                                                       | 40            | Entwickelt für die Bergung von T-72-Panzern. Es wird auch zur Sicherung von Reparaturen an PT-91- und Leopard 2-Panzern verwendet |                      |
| WPT Mors                    |               |                                                                       | 74            | Entwickelt für die Bergung von Militärfahrzeuge mit einem Gesamtgewicht von bis zu 14 Tonnen |                      |
| Bergepanzer 2               |               | A2                                                                    | 28            | | [ 21 ]               |
| Rosomak WRT                 |               | WRT                                                                   | 34            | Technisches Aufklärungsfahrzeug. | [ 22 ]               |
| CKEiRT Hardun               |               |                                                                       | 27            | Schwerer Bergepanzer zum Abschleppen und zur Unterstützung von Reparaturen von gepanzerten Radfahrzeugen bis zu 26 Tonnen. Grundlage für das Bergefahrzeug war ein Scania CB 8x8 LKW-Chassis. |                      |
| M88A2 HERCULES              |               |                                                                       | 0             | 26 Fahrzeuge bestellt. | [ 13 ]               |
| Brückenlegepanzer           |               |                                                                       |               | |                      |
| M1074 JABS                  |               |                                                                       | 0             | 17 Panzer bestellt. | [ 13 ]               |
| Biber                       |               |                                                                       | 4             | | [ 23 ]               |
| BLG-67                      |               | BLG-67 M2                                                             | 103           | | [ 23 ]               |
| MS-20 Daglezja              |               |                                                                       | 12/55         | | [ 23 ]               |
| Artillerie                  |               |                                                                       |               | |                      |
| 2S1 Goździk                 |               |                                                                       | 227           | |                      |
| wz. 1977 Dana               |               |                                                                       | 111           | |                      |
| AHS Krab                    |               |                                                                       | 80/322        | | [ 24 ] [ 25 ]        |
| K9 Thunder                  |               |                                                                       | 66/218        | Insgesamt sind 650 Einheiten bestellt. Die ersten 24 Einheiten wurden im Oktober 2022 an Polen übergeben, weitere 24 sollen noch 2022 ausgeliefert werden, die restlichen Einheiten folgen 2024. Ab 2026 ist die Produktion in Polen geplant. | [ 12 ] [ 26 ]        |
| M120 RAK                    |               | M120K                                                                 | 101/122       | Selbstfahrender Mörser. In den Jahren 2019 und 2020 wurden 7 Module und zwei Mörser für die CSAiU bestellt. Auf dem Rosomak APC-Chassis. | [ 27 ] [ 28 ] [ 29 ] |
| WR-40 Langusta              |               |                                                                       | 75            | |                      |
| BM-21 Grad                  |               |                                                                       | 75            | |                      |
| RM-70                       |               |                                                                       | 29            | | [ 23 ]               |

### Flugabwehrwaffe
| Bezeichnung | Bild | Kategorie                | Version                                   | Anzahl | Anmerkungen | Nachweise                   |
| ----------- | ---- | ------------------------ | ----------------------------------------- | ------ | --- | --------------------------- |
| ZU-23-2     |      | Flugabwehrkanone         | ZU-23-2 ZUR-23-2S Jod ZUR-23-2KG Jodek-G  | ~400   | | [ 30 ]                      |
| Hibneryt    |      | Flugabwehrkanone auf LKW | Hibneryt-KG Hibneryt-P Hibneryt-3         |        | | [ 30 ]                      |
| ZSU-23-4    |      | Flakpanzer               | ZSU-23-4MP Biała                          | 22     | Die Biala-Version ZSU-23-4MP ist eine polnische Modernisierung, die unter anderem die Verwendung eines digitalen optoelektronischen Feuerleitsystems mit einem automatischen Zielverfolgungssystem während des Tages und nachts umfasst. Ausrüstung des Sets mit GROM-Raketen, Radarbeseitigung, aktive optische Beobachtung des Kommandanten und des Fahrers. | [ 31 ]                      |
| 2K12 Kub    |      | Flugabwehrraketensystem  | 2K12M Kub-M                               | 20     | Werden durch das neue Narew-Flugabwehrsystem ersetzt. | [ 32 ] [ 33 ]               |
| 9K33 Osa    |      | Flugabwehrraketensystem  | 9K33M2 Osa-AK 9K33M2 Osa-AKM 9K33M2 Osa-P | 64     | Werden durch das neue Narew-Flugabwehrsystem ersetzt. Eine unbekannte Anzahl wurde an die Ukraine abgegeben. | [ 34 ] [ 33 ]               |
| SPZR Poprad |      | Flugabwehrraketensystem  |                                           | 79     | Lieferungen von 2018–2021. | [ 35 ] [ 36 ] [ 37 ] [ 38 ] |
| Narew       |      | Flugabwehrraketensystem  |                                           | 0      | Narew ist im Wesentlichen eine Variante des britischen Sky-Sabre-Systems; insgesamt wurden 23 Systeme bestellt. | [ 39 ]                      |
| PPZR Grom   |      | MANPADS                  |                                           | ~400   | Es wurden mehr als 2000 Grom-Starter hergestellt. | [ 40 ]                      |
| PPZR Piorun |      | MANPADS                  |                                           | ~40    | 420 Trägerraketen und 1300 Blitzraketen wurden bestellt. | [ 41 ]                      |

### Hubschrauber
| Hubschrauber             | Hubschrauber | Hubschrauber           | Hubschrauber                 | Hubschrauber | Hubschrauber | Hubschrauber  |
| Bezeichnung              | Bild         | Kategorie              | Version                      | Anzahl       | Anmerkungen | Nachweise     |
| ------------------------ | ------------ | ---------------------- | ---------------------------- | ------------ | --- | ------------- |
| PZL W-3 Sokół            |              | Mehrzweck-Hubschrauber | W-3WW-3WAW-3PLW-3AEW-3AW-3RR | 181312213    | | [ 42 ] [ 43 ] |
| Mil Mi-8                 |              | Transport-Hubschrauber | Mi-8TMi-8PSMi-17-1V          | 13112        | | [ 44 ]        |
| Mil Mi-2                 |              | Mehrzweck-Hubschrauber |                              | 41           | | [ 45 ]        |
| Mil Mi-24                |              | Kampfhubschrauber      | Mi-24DMi-24W                 | 28           | Werden ab 2025 durch 96 AH-64E Apache ersetzt. | [ 46 ] [ 44 ] |
| AgustaWestland AW149     |              | Mehrzweck-Hubschrauber |                              | 6/32 (2024)  | 32 Hubschrauber für die Luftlandebrigade bestellt. Die Hubschrauber haben ein Auftragsvolumen von 1,76 Mrd. Euro und sollen bis 2029 ausgeliefert werden. | [ 47 ] [ 48 ] |
| Unbemanntes Luftfahrzeug |              |                        |                              |              | |               |
| Aeronautics Orbiter      |              | Aufklärungsdrohne      |                              | 45           | 15 Systeme zu je 3 Drohnen | [ 49 ]        |
| Boeing ScanEagle         |              | Aufklärungsdrohne      |                              | 8            | 1 System | [ 49 ]        |
| WB Electronics FlyEye    |              | Aufklärungsdrohne      |                              | 56           | 14 Systeme zu je 4 Drohnen | [ 50 ] [ 49 ] |

### Waffensysteme
Panzerabwehrlenkwaffen
Die polnischen Landstreitkräfte besitzen unter anderem folgende Panzerabwehrlenkwaffen:
- die israelischen SPIKE-LR
- die sowjetische 9K11 Maljutka.

Gewehre
- Sturmgewehre: Kbs wz. 1996 Beryl, AKM (Kriegsarsenal, eingelagert), AK-74 (Kriegsarsenal, eingelagert), Kbk wz. 88 Tantal (Kriegsarsenal, eingelagert), MSBS Grot (in Lieferung).
- Handfeuerwaffen: P-83 (Kriegsarsenal, eingelagert), Walther P99, WIST-94, Glock 17
- Scharfschützengewehre: Wkw Tor, Kbw Bor, Dragunow-Scharfschützengewehr, Sako TRG
- Maschinengewehre: PKM, UKM-2000, RPK (Kriegsarsenal, eingelagert), RPK-74 (Kriegsarsenal, eingelagert)

Granatwerfer
- HK GMW
- 40-mm-Maschinengranatwerfer Mk 19